# تورییا، کونییتس
توریسا، کونییتس (بوسنیایی: Turija (Konjic)) یک منطقهٔ مسکونی در بوسنی و هرزگوین است که در کونییتس واقع شده‌است.